# Rhinoplocephalus bicolor
Rhinoplocephalus bicolor là một loài rắn trong họ Rắn hổ. Loài này được Müller mô tả khoa học đầu tiên năm 1885.